# Aeroportul Internațional Sultan Mahmud Badaruddin II
Aeroportul Internațional Sultan Mahmud Badaruddin II (IATA: PLM, ICAO: WIPP) este un aeroport din Palembang, South Sumatra⁠(d), Indonezia ce deservește zona Palembang. Aeroportul a fost tranzitat în 2018 de 5.126.298 de pasageri. A fost deschis în 2005.
Situat la o altitudine de 37 m, aeroportul dispune de o singură pistă. Este operat de Angkasa Pura⁠(d).